# Villa Le Rondini
Villa Le Rondini si trova a Firenze, in via Bolognese. La villa si trova a poca distanza da villa Il Cupolino, alle pendici del monte Rinaldi.

## Architettura
Non si conosce molto della storia dell'edificio, composto da più corpi di fabbrica accorpati che risalgono a epoche diverse. Dagli anni Sessanta appartiene alla famiglia Reali, che l'ha adibita a struttura ricettiva e ristorante, assieme alla vicina villa il Cupolino.
La pianta, a forma di "L", è composta da una parte principale, databile al XVI secolo, e una minore con un porticato oggi chiuso da vetrate.
La villa presenta numerose decorazioni in pietra, come le colonne delle logge esterne, lo scalone e gli stipiti delle porte. 
La proprietà è circondata da un ampio parco e gode di un'ottima vista sulla città.

## Altre immagini

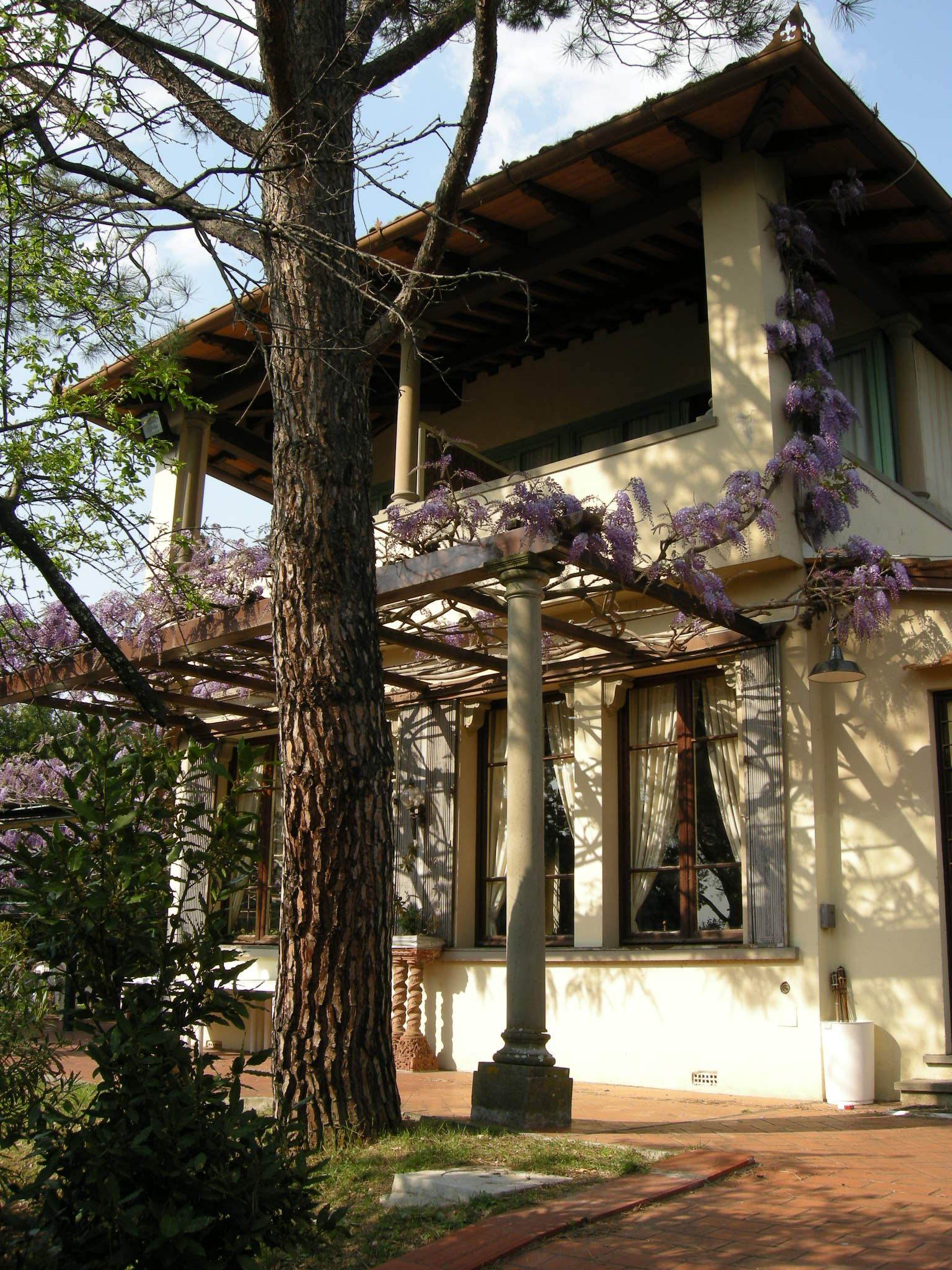
Loggetta e pergolato
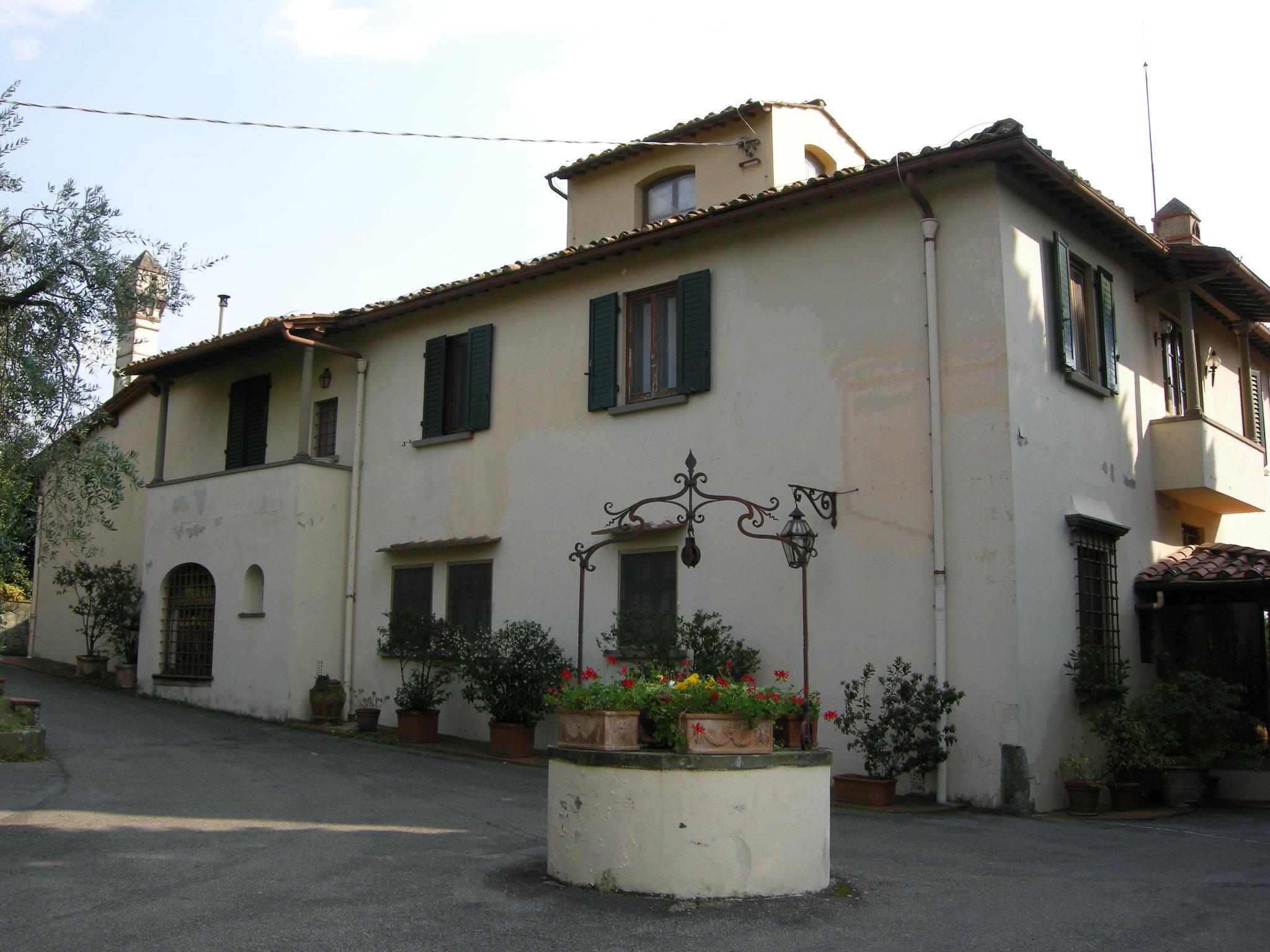
Retro
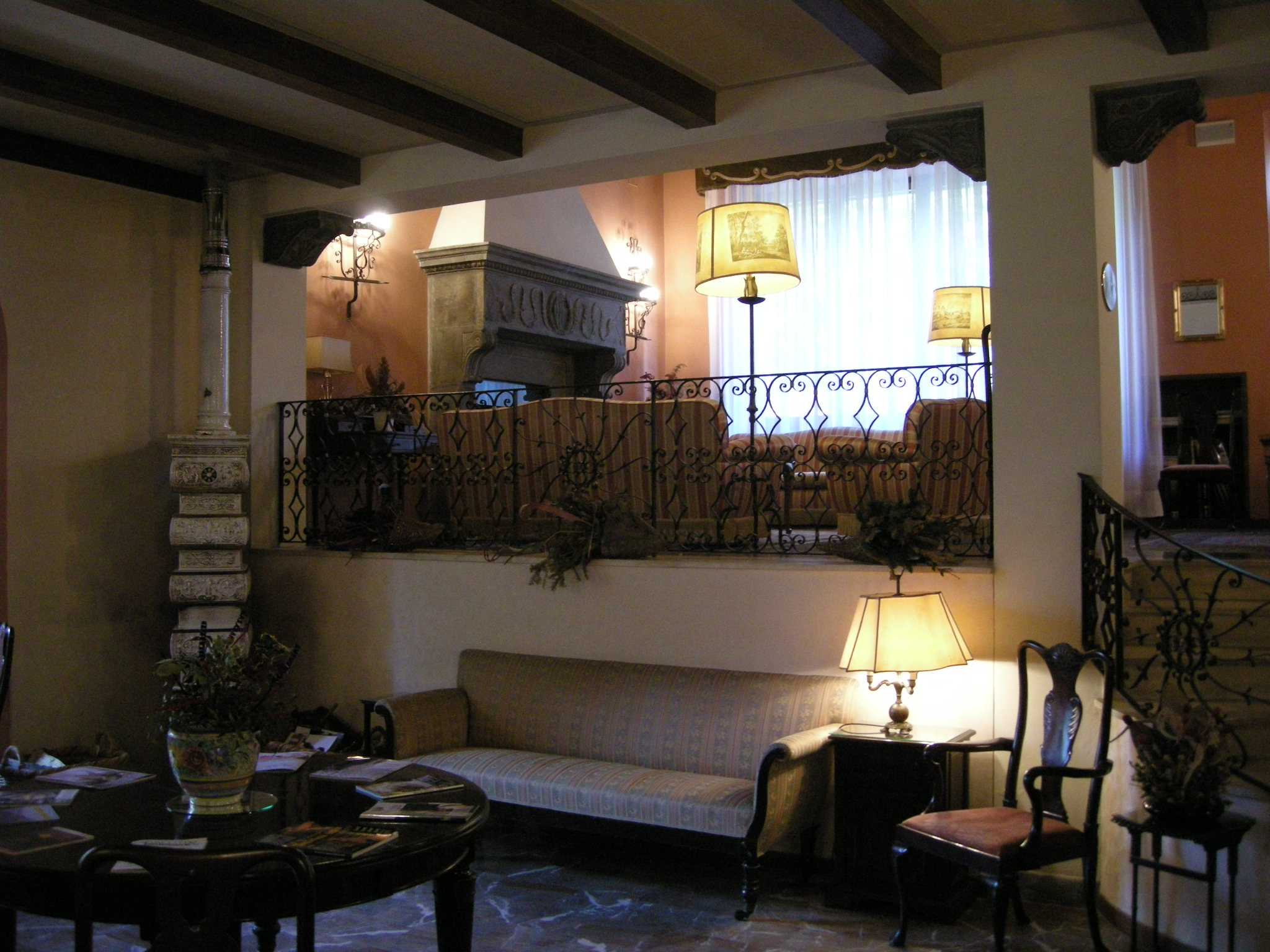
Interno
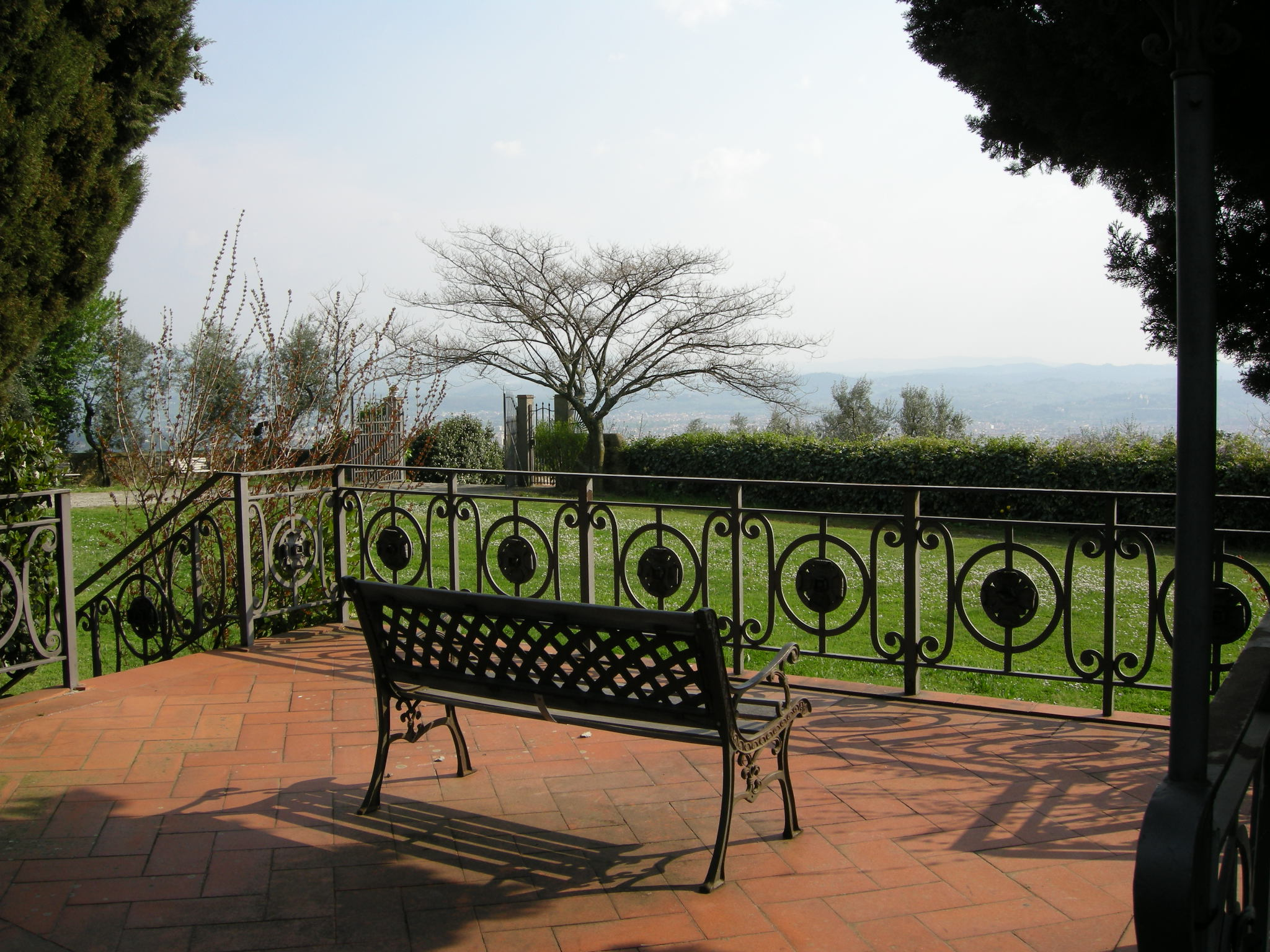
Terrazza panoramica
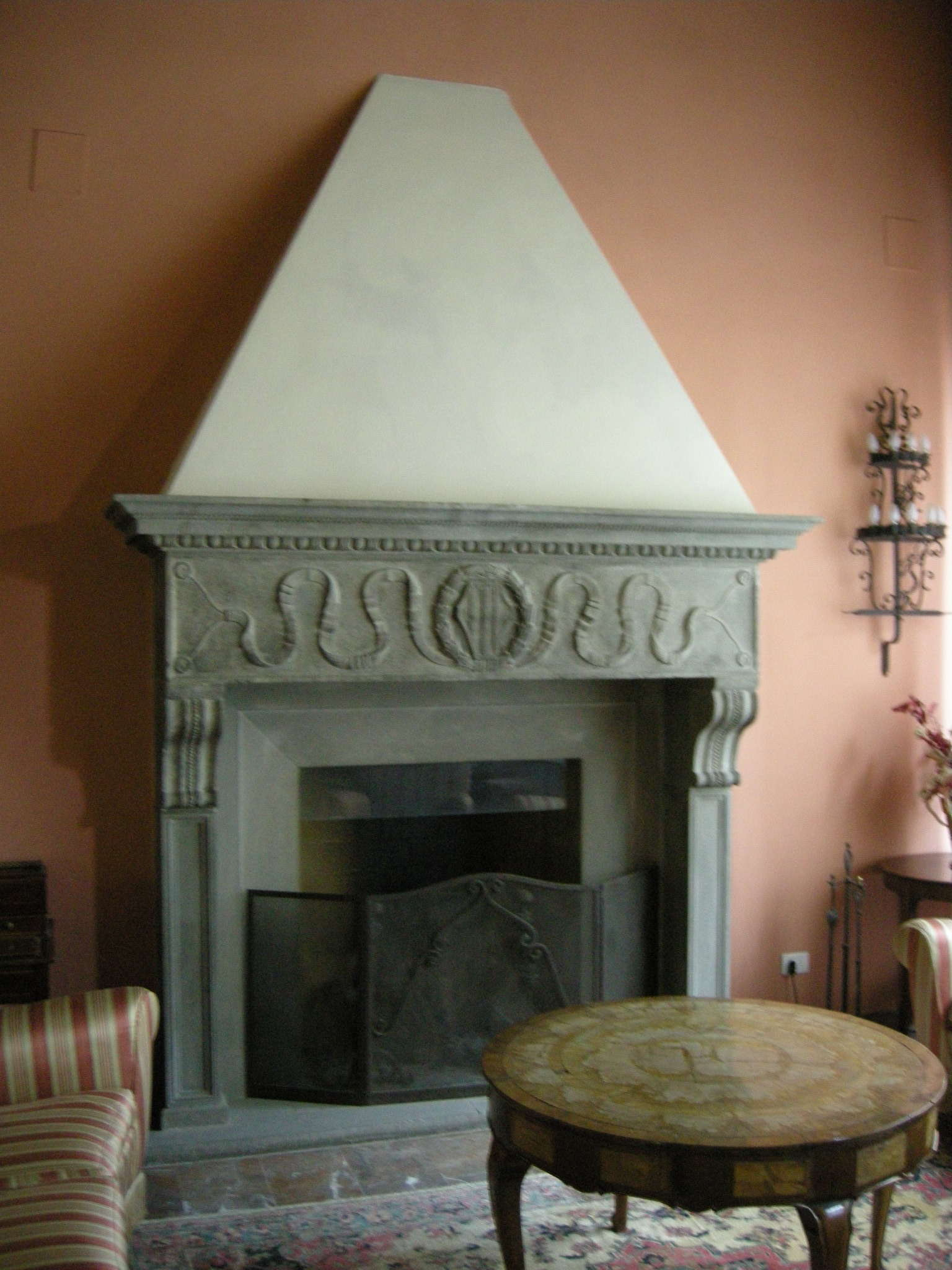
Camino con stemma
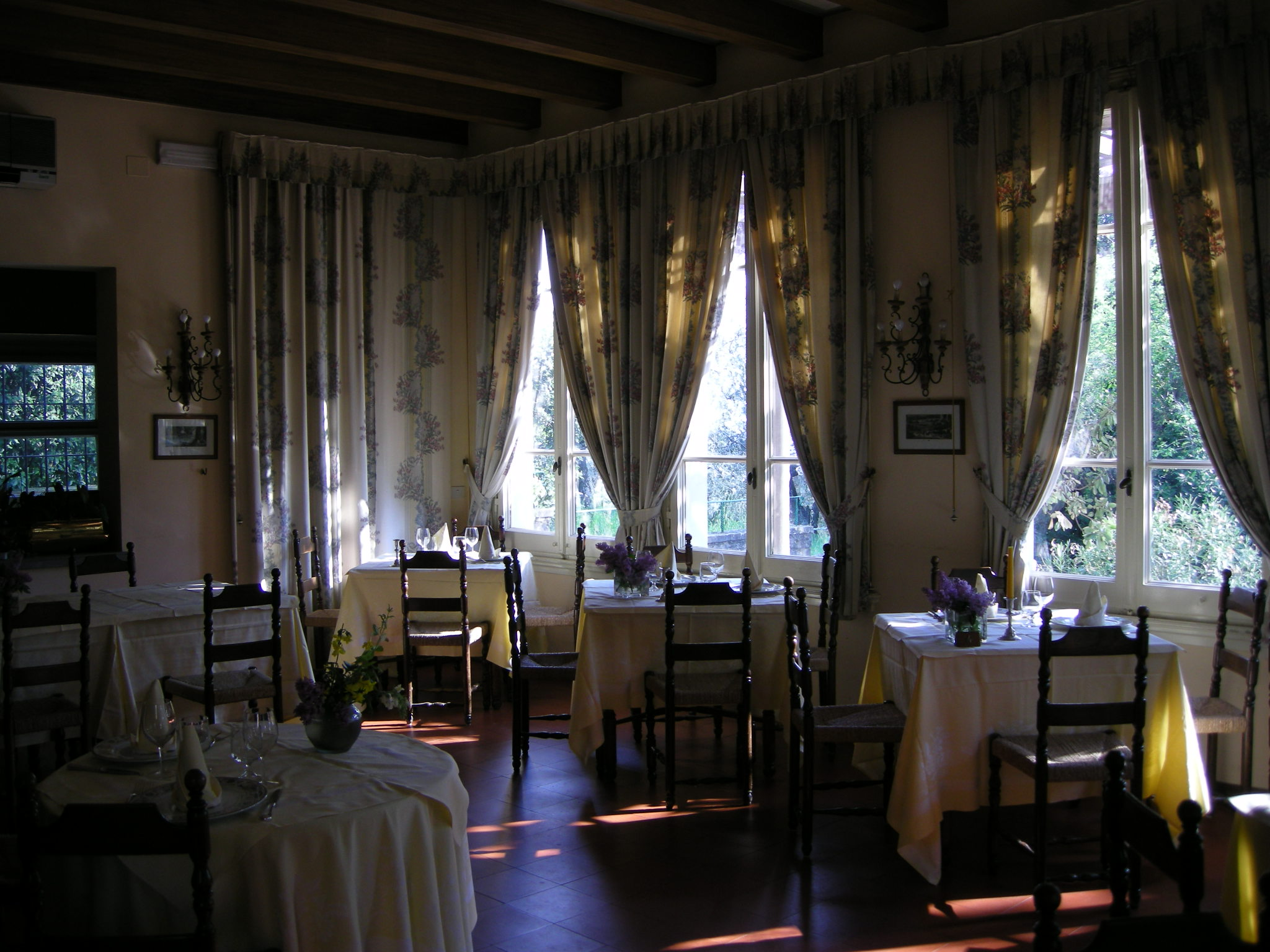
Il ristorante